# Chiesa di San Tommaso Apostolo il Vecchio
La chiesa di San Tommaso apostolo il Vecchio è situata a Messina, in via Romagnosi.

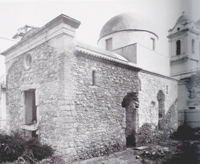
Foto d'epoca.

## Storia

### Origini
La chiesetta costituisce un'importante e significativa testimonianza architettonica siculo-normanna dagli evidenti caratteri bizantini, sorta fra il 1061 e il 1101 sotto il Gran Conte Ruggero I di Sicilia quale momento di una ripresa e rilegittimazione dell'ordine monastico basiliano.

### Epoche successive

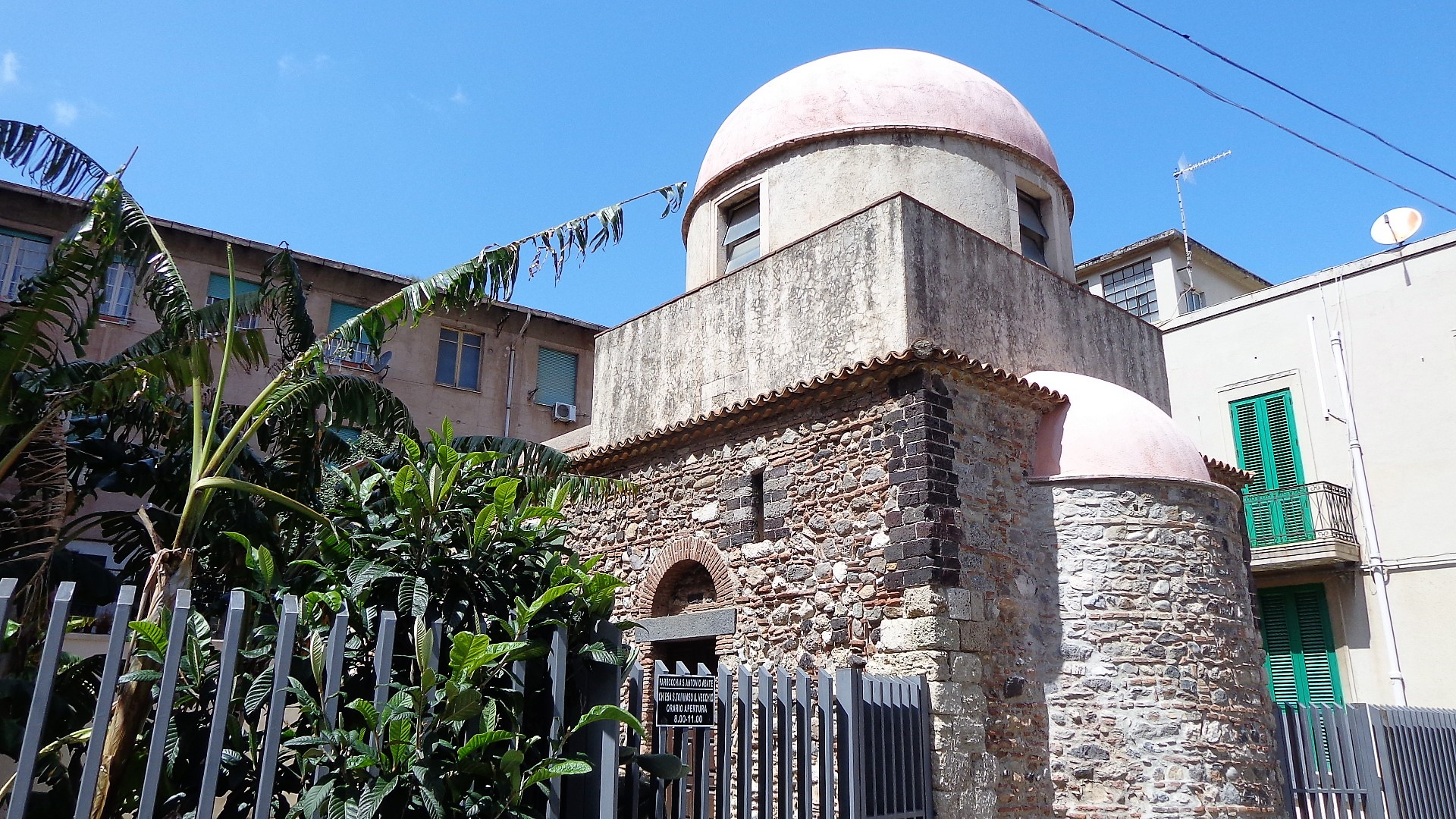
Vista absidale.

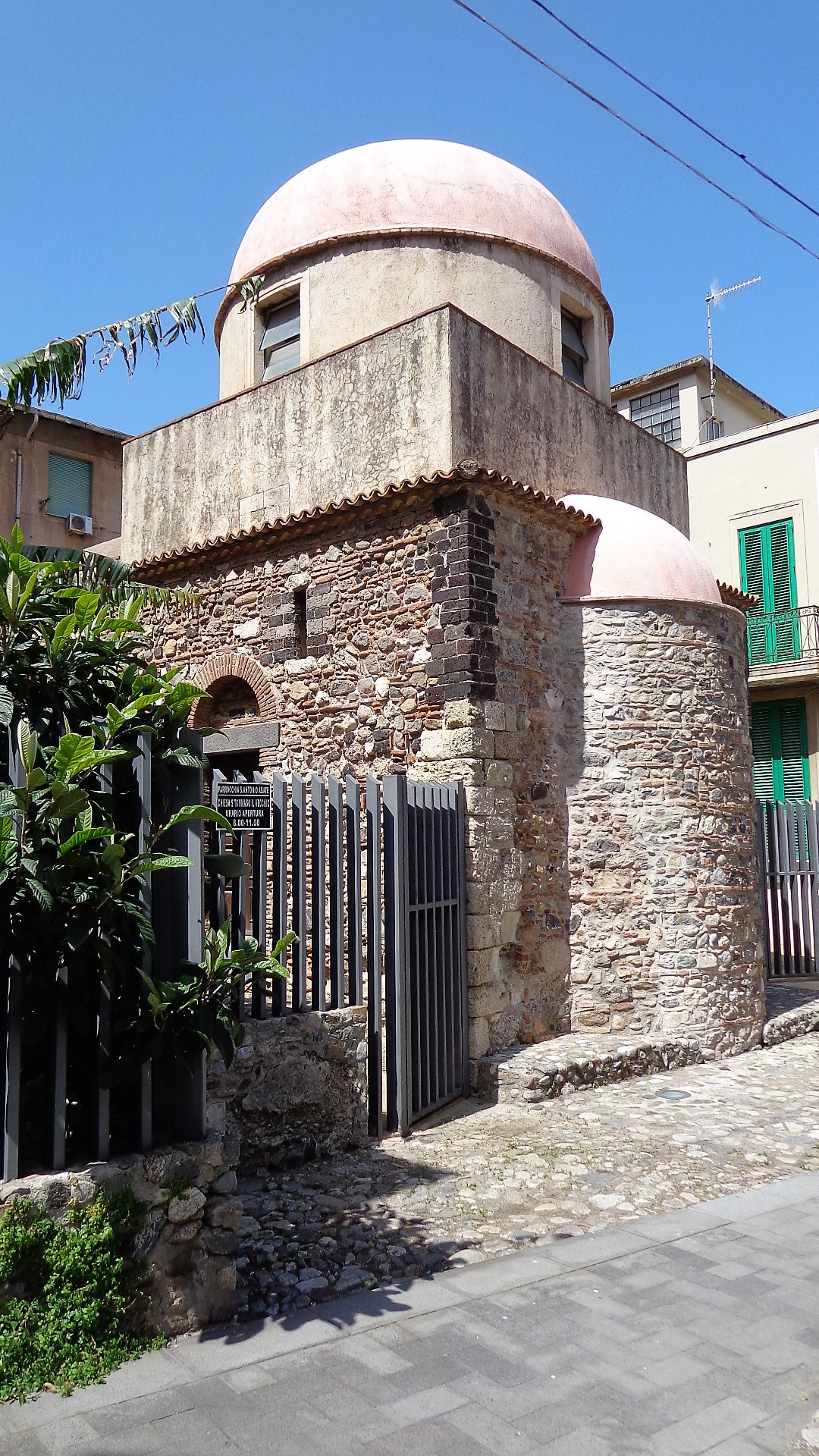
Vista absidale.

Chiesa di Santa Maria della Concezione delle Vergini Riparate. Nel 1585, essendo stato trasferito il Conservatorio delle Vergini Riparate nel palazzo del barone Vincenzo Villani della Motta, dirimpetto al tempio di San Gioacchino, la chiesa fu utilizzata come luogo di culto dell'istituzione e dedicata alla «Madonna riparatrice delle Vergini». Nel 1607 fu acquistata, insieme al Conservatorio dai Padri Teatini insediatisi a Messina in quell'anno, grazie anche ai consistenti contributi economici della contessa Giovanna La Rocca Cibo e dell'arcivescovo Simone Carafa. Nel 1663 fu edificata dirimpetto ad essa la chiesa della Santissima Annunziata dei Teatini su progetto dell'architetto modenese Guarino Guarini, pertanto la costruzione rimase compresa nel vasto giardino del Collegio dei Teatini con accanto i resti del conservatorio in rovina.
Di questo piccolo tempio, nella sua "Guida per la città di Messina" del 1841, così scriveva Giuseppe Grosso Cacopardo: "… Imboccando nella strada della Pace, s'incontrava la graziosissima chiesa di S. Tommaso, di squisita architettura forse del Montorsoli, i cui ruderi ancor si vedono entro il giardino de' Padri Teatini…"
In seguito alla soppressione delle corporazioni religiose, avvenuta con la legge del 7 luglio 1866, il Convento dell'Annunziata venne ceduto al Comune per uso scolastico ed il giardino venduto a privati insieme alla chiesetta. Questa fu, quindi, adibita a forno ed in tale stato rimase fino al terremoto del 1908.

### Epoca contemporanea
Solo dopo il terremoto di Messina del 1908 si indaga sulle probabili origini della chiesa; il primo breve studio monografico, redatto da Gaetano La Corte Cailler del 1915 colloca la costruzione nel XVI secolo, "… accanto al palazzo del barone della Motta e vicino alle case di Ant. Cesare Aquilone ed al palazzo dei La Rocca, disegno del Montorsoli". L'edificio formava all'epoca, angolo con le antiche «via dei Cartari» e «via degli Spatari» (rispettivamente le attuali San Cristoforo e Romagnosi), così denominate perché lungo di esse si affacciavano parecchie botteghe di fabbricanti di carta e di spade.
Costruzione erroneamente considerata del Cinquecento per via dell'anno 1530 che si vede graffito a conclusione di un'iscrizione dedicatoria nel cornicione di coronamento della facciata principale, anno che si riferisce in epoca rinascimentale ai cospicui rifacimenti effettuati in occasione della dedicazione a San Tommaso Apostolo. A testimonianza di quell'evento fu incisa sulla larga cornice in pietra la seguente iscrizione in due righe, oggi mutila nelle parti iniziale e finale: "D. Thomae A.P. - (T)ibi Dive Sacravimus aedem da pro terrenis aeternae Palat(ea) - Reddere Magna Potestalia Rex imdus te Duce stru(xit) - MDXXX".
Ciclo di restauri tra il 1980 ed il 1998 e costruzione di recinzione di protezione. Il tempio è dichiarato monumento nazionale.

## Architettura
L'esterno semplice e geometrico è caratterizzato da una costruzione muraria a forma di parallelepipedo dal quale emergono l'abside e il tamburo sormontato da cupola. La chiesa composta da due parti: una corrispondente al santuario a pianta quadrata, centrica, con unica abside orientata ad est e coperta da cupola leggermente depressa, impostata su tamburo circolare bucato da quattro finestre e coronato da una leggera cornice perimetrale in mattoni che sottolinea il passaggio alla cupola, e un vano rettangolare che costituisce l'unica navata, coperto da volta a botte in conci lapidei.
L'interno, con le decorazioni a cornice in pietra con profilature scure su fondo chiaro degli archi, dei piedritti e del coronamento del tamburo, richiama elementi brunelleschiani. Sulla facciata l'iscrizione, un oculo e conci lavici con funzioni strutturali e decorative.

## Conservatorio delle Vergini Riparate
Nel 1555 il viceré di Sicilia Juan de Vega, promosse numerose opere di pietà fra le quali il Sacro Monte della Pietà di Gesù per beneficio di poveri bisognosi. Dal 1585 fino al 1663 il conservatorio e la chiesa ospitarono le Vergini Riparate.
- 1648, Alla morte di Francesca Balsamo ed Aragona, principessa di Rocca Fiorita, il Senato Messinese acquisì il palazzo della contrada «Montevergine» da destinarsi a reclusorio. Nel 1663 le Vergini furono trasferite, accudite dalle monache terziarie minori cappuccine.